# Lavallée
Lavallée is een gemeente in het Franse departement Meuse (regio Grand Est) en telt 95 inwoners (2009). De plaats maakt deel uit van het arrondissement Commercy.

## Geografie
De oppervlakte van Lavallée bedraagt 11,9 km², de bevolkingsdichtheid is dus 8 inwoners per km².
De onderstaande kaart toont de ligging van Lavallée met de belangrijkste infrastructuur en aangrenzende gemeenten.

## Demografie
Onderstaande figuur toont het verloop van het inwonertal (bron: INSEE-tellingen).